# Теодорих Страбон
Теодорих Страбон (умро 481) био је готски поглавар у источноримској Тракији током осме деценије 5. века.
Цар Лав I му је после побуне 473. доделио положај једног од двојице врховних заповедника царске војске (magister militum). Када је Лав умро, Теодорих је 475. у борбама око престола подржао Василиска, насупрот легитимном цару Зенону. Зенон се 476. вратио на власт и у Константинопољ и затим примио у своју службу другу важну готску групу на Балкану, Готе насељене у Мезији, које је предводио Теодорих из династије Амала. Цар је 478. послао Теодориха Великог против Страбона, али су се двојица варварских поглавара непосредно пре борбе споразумели и заједнички затражили да им цар додели земљу за насељавање у Мезији. Цар је покушао неуспешно да поткупи Теодориха Амала, али је овај са својим људима кренуо у пустошење Тракије. Теодорих Страбон је на крају прихватио мир са царем који му је поново доделио чин магистра милитум уз одговарајуће привилегије. Међутим, Зенон није веровао Теодориху Страбону и упослио је једну групу Бугара да нападну Готе. Теодорих је 480/481. одбио напад Бугара, а затим је кренуо на Цариград. Успут је сазнао за незадовољство међу својим људима и кренуо је назад, али је у близини Филипа доживео несрећу у којој је погинуо. Његови Готи су се касније придружили Теодориху Великом.